# فؤاد المعروق
فؤاد رجب المعروق من مواليد 14 فبراير 1983 لاعب كرة طائرة دولي ليبي يلعب لفريق الكرة الطائرة بالنادي الأهلي طرابلس حصل مع النادي الأهلي طرابلس على عدة ألقاب وبطولات محلية كما أنه يتميز بمشاركته مع المنتخب الليبي لكرة الطائرة الشاطئية وشارك مع المنتخب والنادي الأهلي طرابلس في عدة بطولات دولية كما أنه أحرز مع النادي الأهلي طرابلس الترتيب الثالث في بطولة دوري أبطال أفريقيا لكرة الطائرة سنة 2009.

## الإنجازات
1. كأس أفضل لاعب في الدوري الليبي لمدة أربع مواسم متتالية.
2. كأس أفضل ضارب في البطولة الأفريقية 2013.
3. كأس أفضل مستقبل في البطولة العربية 2013.
4. أول ميدالية ذهيبة مع نادي الأهلي طرابلس موسم 2003.
5. الميدالية الفضية في بطولة الخليج مع نادي الهلال السعودي.
6. الميدالية البرونزية في البطولة الأفريقية مع نادي الأهلي طرابلس.
7. تحصل على الميدالية الفضية مع نادي كارمل الأردني في بطولة (البتراء).

## روابط خارجية
- اللاعبان فؤاد المعروق و مجدي عبدو يحرزان بطولة ليبيا للكرة الطائرة الشاطئية
- أرشيف مشاركات فريق الأهلي طرابلس لكرة الطائرة - موقع كووورة الموقع العربي الرياضي الأول
- مراسلة لمشاركة الأهلي طرابلس في البطولة العربية لكرة الطائرة في لبنان سنة 2012 - و من بين اللاعبين فؤاد المعروق
- مشاركة فؤاد المعروق مع منتخب ليبيا لكرة الطائرة الشاطئية في البطولة المتوسطية بيسكارا - موقع بوابة ليبيا
- نجم الأباتشي الليبية يدخل فضاء الإعلام الليبي - كلية الفنون و الإعلام جامعة طرابلس - المختبر الإعلامي